# Ellenborough
Pour les articles homonymes, voir Ellenborough (homonymie).
Ellenborough (359 habitants) est un hameau à 33 km à l'ouest de Wauchope en Nouvelle-Galles du Sud en Australie sur l’Oxley Highway et l’Ellenborough River (en).
Il est situé à environ 418 km au nord de Sydney.
Son économie repose surtout sur l'élevage du bétail.